# فلسفه مکانیک کوانتوم

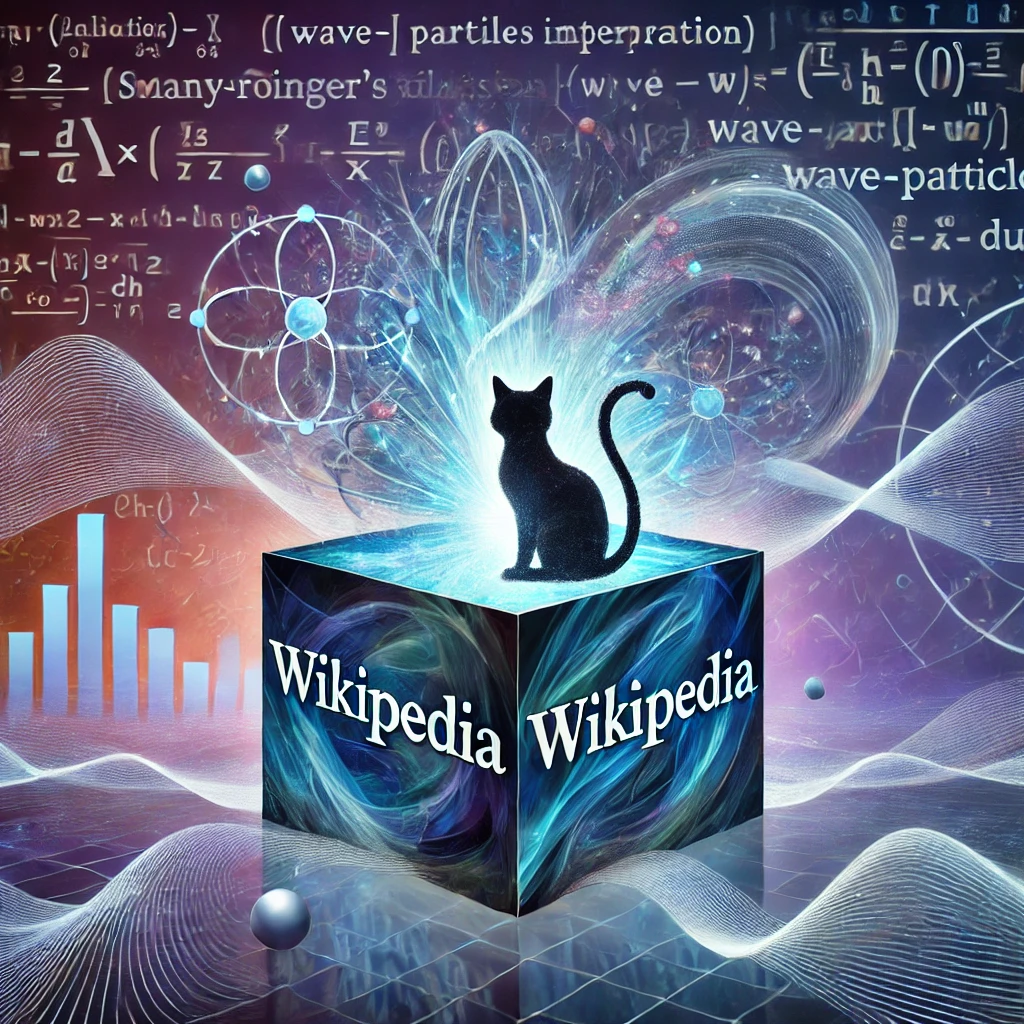
این تصویر فلسفه کوانتومی را نشان می‌دهد، شامل گربه شرودینگر، مسیرهای منشعب و دوگانگی موج-ذره. معادلات کوانتومی به صورت کمرنگ در پس‌زمینه دیده می‌شوند.

فلسفه کوانتومی یکی از شاخه‌های فلسفه علم است که به بررسی مفاهیم، تفسیرها، و پیامدهای نظریه کوانتوم در فیزیک می‌پردازد. نظریه کوانتوم که در اوایل قرن بیستم توسعه یافت، انقلابی در فهم ما از جهان زیراتمی ایجاد کرد و چالش‌های زیادی برای تفسیر واقعیت فیزیکی به همراه داشت. یکی از مفاهیم کلیدی در این نظریه، اصل عدم قطعیت هایزنبرگ است که بیان می‌کند نمی‌توان همزمان مکان و تکانه یک ذره را با دقت کامل اندازه‌گیری کرد.
یکی از تفسیرهای مشهور نظریه کوانتوم، تفسیر کپنهاگی است که توسط نیلز بور و ورنر هایزنبرگ توسعه یافت. این تفسیر بر اهمیت اندازه‌گیری و مشاهده در تعیین وضعیت ذرات تأکید دارد و بیان می‌کند که وضعیت کوانتومی یک سیستم تنها پس از اندازه‌گیری مشخص می‌شود. این دیدگاه با مسئله "گربه شرودینگر" که توسط اروین شرودینگر مطرح شد، به خوبی به تصویر کشیده می‌شود. در این آزمایش ذهنی، گربه‌ای درون جعبه‌ای قرار دارد که می‌تواند همزمان هم زنده و هم مرده باشد تا زمانی که مشاهده شود.
تفسیرهای دیگری نیز وجود دارند که سعی در توضیح پدیده‌های کوانتومی دارند. یکی از این تفسیرها، تفسیر چند-جهانی است که توسط هیو اورت مطرح شد. طبق این تفسیر، هر بار که یک اندازه‌گیری کوانتومی انجام می‌شود، جهان به چندین شاخه تقسیم می‌شود که در هر کدام از آن‌ها یکی از نتایج ممکن محقق می‌شود. این ایده که به "جهان‌های موازی" نیز شناخته می‌شود، پیامدهای فلسفی عمیقی درباره طبیعت واقعیت و علیت دارد.
یکی دیگر از تفسیرهای مهم، تفسیر موج خلبان بوهم است. دیوید بوهم، فیزیکدان بریتانیایی، این تفسیر را ارائه داد که طبق آن ذرات همواره دارای موقعیت‌ها و تکانه‌های دقیق هستند و تابع موج نقش راهنما را برای حرکت آن‌ها ایفا می‌کند. این تفسیر، برخلاف تفسیر کپنهاگی، واقع‌گرایی را حفظ می‌کند و در عین حال نتایج تجربی مکانیک کوانتومی را نیز توضیح می‌دهد.
فلسفه کوانتومی همچنان یک زمینه فعال پژوهشی است و مباحث مربوط به علیت، واقعیت، و نقش مشاهده‌گر در این زمینه مورد بررسی و بحث قرار می‌گیرند. این شاخه از فلسفه به دنبال ارائه بینش‌های جدیدی درباره ساختار بنیادین جهان و چگونگی تعامل ما با آن است.
پیدایش مکانیک کوانتومی یکی از مهم‌ترین و تأثیرگذارترین تحولات علمی در قرن بیستم بوده است که پایه‌های علم فیزیک را به‌طور اساسی دگرگون کرده است. این تحول از دهه‌های پایانی قرن نوزدهم آغاز شد و تا دهه‌های نخست قرن بیستم به اوج خود رسید. در این مقاله، به بررسی تاریخچه، نظریات کلیدی، و دانشمندان برجسته‌ای که در پیدایش مکانیک کوانتومی نقش داشتند، می‌پردازیم.
زمینه تاریخی

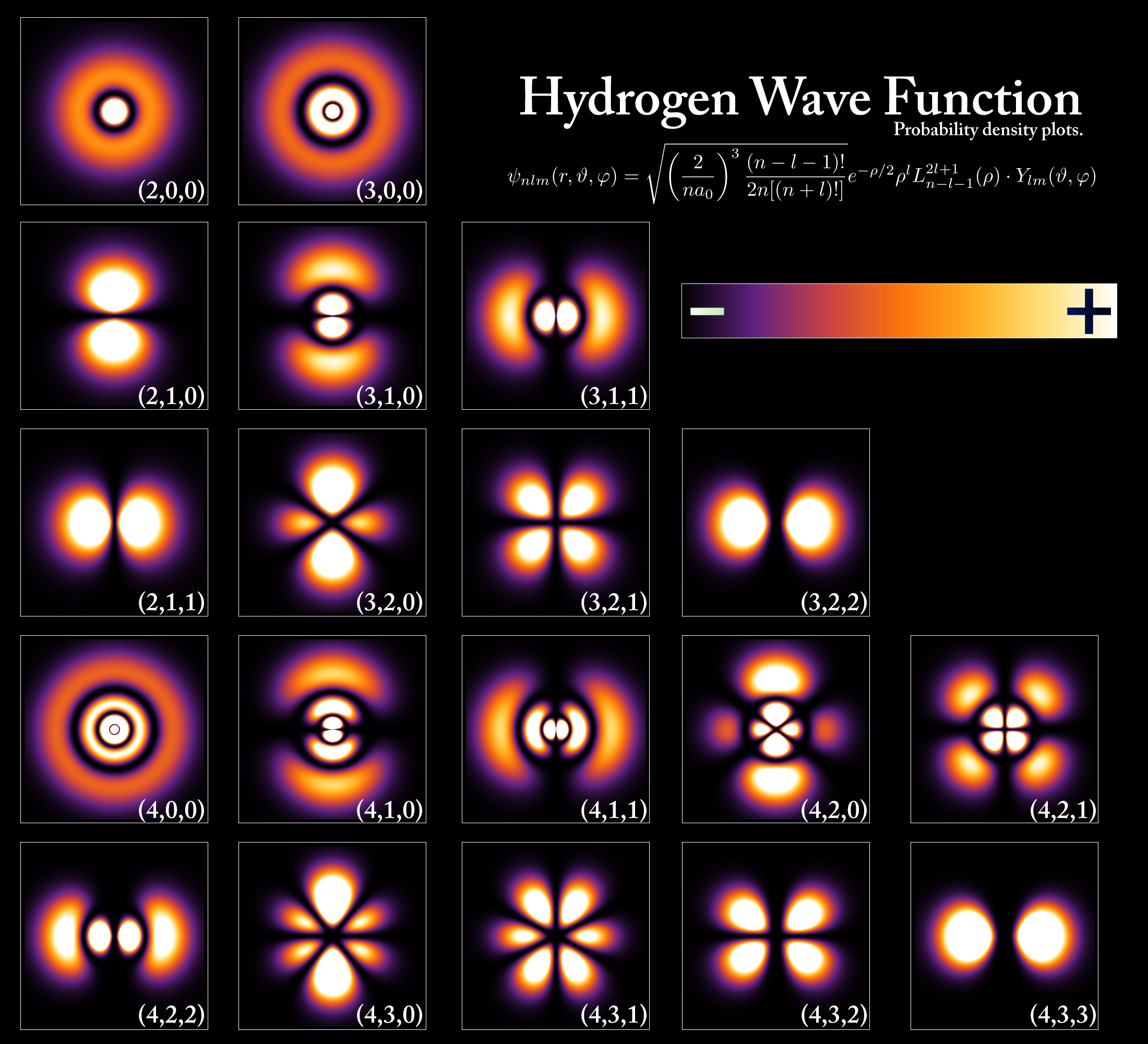
توابع موجی الکترون در یک اتم هیدروژن در سطوح مختلف انرژی. مکانیک کوانتومی نمی‌تواند مکان دقیق یک ذره را در فضا پیش‌بینی کند، تنها احتمال یافتن آن در مکان‌های مختلف وجود دارد. مناطق روشن‌تر نشان دهندهٔ وجود احتمال بیشتری برای یافتن الکترون است.

در قرن نوزدهم، فیزیک کلاسیک با دو ستون اصلی، یعنی مکانیک نیوتنی و الکترومغناطیس ماکسول، بر علم تسلط داشت. این نظریات توانستند بسیاری از پدیده‌های فیزیکی را با دقت خوبی توضیح دهند. اما در پایان قرن نوزدهم، تعدادی از مشاهدات تجربی، مانند تابش جسم سیاه، اثر فتوالکتریک، و طیف‌های اتمی، نشان دادند که نظریات کلاسیک قادر به توضیح کامل این پدیده‌ها نیستند.
تابش جسم سیاه
تابش جسم سیاه یکی از اولین مسائلی بود که نشان داد فیزیک کلاسیک ناتوان از توضیح دقیق برخی پدیده‌هاست. ماکس پلانک در سال 1900 پیشنهاد کرد که انرژی تابشی به صورت کوانتومی، یعنی در بسته‌های مجزا یا "کوانتا"، منتشر می‌شود. این فرضیه که امروزه به "فرضیه کوانتومی پلانک" معروف است، اولین گام به سوی مکانیک کوانتومی بود.
اثر فتوالکتریک
در سال 1905، آلبرت اینشتین با استفاده از فرضیه کوانتومی پلانک، اثر فتوالکتریک را توضیح داد. اینشتین نشان داد که نور نیز می‌تواند به صورت بسته‌های کوانتومی انرژی، که امروزه به نام فوتون شناخته می‌شوند، درک شود. این تفسیر منجر به برنده شدن اینشتین جایزه نوبل فیزیک در سال 1921 شد.
مدل اتمی بور
نظریه‌های نیلز بور در اوایل دهه 1910 نیز نقش حیاتی در توسعه مکانیک کوانتومی داشتند. مدل اتمی بور، با معرفی فرضیه مدارهای کوانتومی برای الکترون‌ها و انتقالات کوانتومی انرژی، توانست بسیاری از ویژگی‌های طیفی اتم هیدروژن را توضیح دهد.
مکانیک موجی و شرودینگر
در سال 1925، اروین شرودینگر نظریه مکانیک موجی را معرفی کرد. وی معادله موجی را برای توصیف رفتار الکترون‌ها در اتم‌ها پیشنهاد داد. معادله شرودینگر یک معادله دیفرانسیل جزئی است که حالت کوانتومی سیستم‌های فیزیکی را توصیف می‌کند. این معادله به یکی از اصول بنیادی مکانیک کوانتومی تبدیل شد.
اصل عدم قطعیت هایزنبرگ
ورنر هایزنبرگ در سال 1927 اصل عدم قطعیت خود را معرفی کرد که یکی از مفاهیم بنیادی مکانیک کوانتومی است. این اصل بیان می‌کند که نمی‌توان همزمان مقدار دقیق دو ویژگی فیزیکی مکمل مانند موقعیت و تکانه یک ذره را با دقت بی‌نهایت اندازه‌گیری کرد. اصل عدم قطعیت نشان داد که در سطح کوانتومی، مفهوم قطعیت و اندازه‌گیری دقیق که در فیزیک کلاسیک وجود داشت، دیگر معتبر نیست.
مکانیک ماتریسی و کوانتوم دیراک
در همان زمان، هایزنبرگ همچنین نظریه مکانیک ماتریسی را توسعه داد که روشی دیگر برای توصیف رفتار ذرات کوانتومی بود. پاول دیراک نیز سهم بزرگی در این دوره داشت. دیراک با استفاده از ترکیب نسبیت و مکانیک کوانتومی، معادله‌ای را پیشنهاد داد که وجود پوزیترون، ذره ضد ماده الکترون، را پیش‌بینی کرد.
تأثیرات و کاربردهای مکانیک کوانتومی
مکانیک کوانتومی نه تنها تأثیر عمیقی بر فهم ما از جهان میکروسکوپی گذاشت، بلکه منجر به توسعه فناوری‌های جدیدی شد که زندگی روزمره ما را تغییر دادند. از جمله این فناوری‌ها می‌توان به لیزرها، نیمه‌هادی‌ها، و دستگاه‌های MRI اشاره کرد.
نتیجه‌گیری
پیدایش مکانیک کوانتومی یکی از برجسته‌ترین دستاوردهای علمی در تاریخ بشر است. این نظریه توانست محدودیت‌های فیزیک کلاسیک را برطرف کند و راه را برای درک عمیق‌تری از طبیعت هموار سازد. دانشمندانی مانند پلانک، اینشتین، بور، شرودینگر، هایزنبرگ، و دیراک با نظریات و کشفیات خود نقشی بی‌بدیل در توسعه این حوزه ایفا کردند. مکانیک کوانتومی همچنان یکی از زمینه‌های پژوهشی فعال و پرتحرک در فیزیک است و به احتمال زیاد در آینده نیز منجر به کشفیات و فناوری‌های نوین بیشتری خواهد شد.

## موافقان و مخالفان
با وجود آنکه غالب فیزیک‌دانان بر سر این مسئله اتفاق نظر دارند که تئوری کوانتومی پاسخگوی بسیاری از سؤال‌هاست است و نتایجی را نیز پیشگویی می‌کند، که مطابقت  های خوبی با تجربه دارند، اما همواره بحث‌های زیادی پیرامون بنیادهای فلسفی آن در جریان بوده است(بحث جانبداری). یکی از رایج‌ترین تعابیر فلسفی مکانیک کوانتومی به تعبیر کپنهاگی شهرت دارد، که از سوی پیشگامان مکانیک کوانتومی بور و هایزنبرگ ارائه شده است. هایزنبرگ و بور از این تعبیر دفاع نموده، و سعی می‌کردند که  آن را به قلمروهایی بجز فیزیک نیز تعمیم بدهند و از آن یک فلسفه تمام عیار برای حل یا دست‌کم برای بیان درست همه مسائل و مشکلات فکری بسازند. مباحث بور و انیشتین که از منتقدان اصلی این تعبیر بود بخش گیرایی از تاریخ فیزیک را تشکیل می‌دهد. اگرچه انیشتین سرانجام سازگاری منطقی نظریه و توافق آن با حقایق تجربی را پذیرفت، اما هرگز قانع نشد که نظریه کوانتومی حقیقت غایی را نشان می‌دهد. جمله مشهور انیشتین که «خداوند در خلقت جهان تاس نمی‌ریزد» به وضوح به ناخشنودی وی از کنار گذاردن علیت و رویدادهای منفرد به سود یک تعبیر صرفاً آماری اشاره دارد.

## آزمایش افشار
نیلز بور در طول شکل‌گیری فیزیک کوانتومی بی‌محابا از آن حمایت می‌کرد. هر جا به بن‌بست می‌رسید یا توسط منتقدان فیزیک کوانتمی به چالش کشیده می‌شد، با بنا نهادن یک اصل فلسفی از ایده کوانتومی دفاع می‌کرد. وقتی سال ۱۹۳۵ اروین شرودینگر آزمایش گربه را پیش کشید؛ و در آن مسئله تأثیر اندازه‌گیری بر یک سیستم و اینکه چگونه صرف مشاهده می‌تواند زندگی یا مرگ گربه را رقم بزند، تناقض موضوع فرایند اندازه‌گیری در فیزیک کوانتومی را با درک عمومی بر ملا ساخت ولی این ادعا که اندازه‌گیری بر روی یک سیستم کوانتومی تأثیرگذار است جزء لاینفک فیزیک کوانتومی است که تاکنون هیچ آزمایشی آن را نقض ننموده است ولی این موضوع که اندازه‌گیری از یک سیستم اطلاعات ما را در مورد سایر خواص آن سیستم از بین می‌برد. در ژوئیه ۲۰۰۴ با اعلام نتیجه آزمایشی که شهریار افشار از دانشگاه روان انجام داد ناتوانی این فرضیه در اندازه‌گیری هم‌زمان متغیرهای مکمل که از اصل مکملیت بور استنتاج می‌شود به طرز جالبی توسط آزمایش افشار رد شده است. افشار طی انجام یک آزمایش به‌طور عملی موفق شد که همزمان ماهیت موجی و ذره‌ای نور را مورد اندازه‌گیری و مشاهده قرار دهد. نتیجه این آزمایش به‌طور آشکارا با اصل مکملیت در تناقض است بنابراین هواداران تعبیر کپنهاگی یا باید نتیجه این آزمایش را در قالب اصل مکملیت توجیه نمایند یا دست از حمایت از این اصل بردارند ولی آن‌گونه که مشخص است موضع دوم محتمل‌تر به نظر می‌آید. بر همین اساس تاریخ بار دیگر در حال تکرار شدن است و نیمه اول قرن بیست و یکم همانند نیمه اول قرن بیستم شاهد جدل‌های تازه‌ای بین هواداران تعبیر کپنهاگی و هواداران واقعیت عینی (انیشتین نیز به واقعیت عینی معتقد بود و عقیده داشت که واقعیت‌ها مستقل از اندازه‌گیری هستند) خواهد بود.

## انیشتین و مکانیک کوانتومی
نظریه کوانتومی که توسط پلانک و انیشتین ساخته و پرداخته گردید، با سایه انداختن دیدگاه احتمال و عدم قطعیت برآن موجب نارضایتی و دلسردی انیشتین شد و راهش را از سایرین جدا کرد، چراکه طرز فکری که نسبیت‌ها از آن تراوش کرده بودند این اجازه را به انیشتین نمی‌داد که جهان عینی و علّی را رها کند و در سایه تردید و تزلزل در پی کشف حقایق عالم برآید. ولی شاید انیشتین درست اندیشیده بود و این بور و همفکران او بودند که در به‌کارگیری و تعمیم اصل عدم قطعیت راه را به بیراهه رفتند.
آلبرت انیشتین با مکانیک کوانتومی کاملاً موافق نبود. او معتقد بود یک نظریه کامل باید خود رویدادها را توصیف کند نه فقط احتمال آن‌ها را؛ او می‌گوید: من ناچارم اعتراف کنم که برای تعبیر آماری ارزشی گذرا قائلم، من هنوز به امکان ارائه طرحی از واقعیت یعنی نظریه‌ای که بتواند خود اشیاء را نمایش بدهد، نه فقط احتمال آن‌ها را، ایمان دارم. انیشتین تا زمان مرگش حاضر به پذیرش مکانیک کوانتومی به عنوان فرضیه‌ای بی نقص نشد.

## قرن نوزدهم
در قرن نوزدهم، نظریه پردازان برای تشریح گروه متفاوتی از پدیده‌ها که متضمن نور و الکترومغناطیس بودند، از مدل اساسی دیگری استفاده کردند که عبارت بود از: انتشار امواج در محیط‌های میانجی پیوسته؛ ولی در اوایل قرن حاضر به نظر می‌رسید که چند آزمایش حیرت‌انگیز، استفاده از هر دو مدل موج و ذره را برای هر دو نوع از پدیده‌ها ایجاب می‌کند. از یک طرف، معادله انیشتین دربارهٔ اثر فتوالکتریک و کار کامپتون بر روی پراکندگی فوتون نشان داد که نور در بسته‌های مجزا و منفصل، با انرژی و اندازه حرکت معین، گسیل می‌گردد و بسیار شبیه به جریانی از ذرات عمل می‌کند، و از طرف دیگر و در مقابل آن، الکترون‌ها که همواره به صورت ذرات تصور می‌شدند، آثار تداخل انتشار را که از ویژگی‌های امواج است، از خود نشان دادند. امواج، پیوسته و گسترده‌اند و به موجب فاز بر یکدیگر تأثیر متقابل دارند؛ اما ذرات، گسسته و به مکانی خاص محدودند و تأثیر متقابل آن‌ها براساس اندازه حرکت است. به نظرمی رسد هیچ راهی برای تلفیق این دو مدل، در مدل واحد، وجود ندارد.
در نظریه کوانتوم، هیچ مدل وحدت یافته‌ای از اتم پیدا نشده است. مدل اولیه بور دربارهٔ اتم به سادگی قابل تصویر و تجسم بود: الکترون‌های ذره وار در حرکت خود پیرامون هسته، به مانند یک منظومه شمسی کوچک، از مدارهایی تبعیت می‌کنند؛ ولی اتم در نظریه کوانتوم به هیچ وجه قابل تصویر و تصور نیست. ممکن است کسی بکوشد تا الگوهای موج‌های احتمال را که فضای پیرامون هسته را پر کرده‌اند، شبیه نوسان‌های یک سمفونی سه بعدی از اصوات موسیقایی که پیچیدگی حیرت‌انگیزی دارند، تصور کند؛ ولی این تمثیل کمک زیادی به ما نمی‌کند، اتم در دسترس مشاهده مستقیم قرار ندارد و بر وفق کیفیات حسی، قابل تصور نیست؛ حتی نمی‌توان آن را براساس مفاهیم کلاسیک نظیر فضا، زمان و علیت به گونه ای منسجم توضیح داد. رفتار شی بسیار خرد با رفتار اشیای تجربه روزمره، متفاوت است. ما می‌توانیم آنچه را در آزمایشها رخ می‌دهد با معادلات آماری توضیح دهیم، ولی نمی‌توانیم صفات کلاسیک اورانوس را به ساکنان جهان اتمی نسبت دهیم.
در بسط و توسعه‌هایی که طی سال‌های اخیر در نظریه کوانتوم، به سمت قلمروهای هسته ای و مادون هسته ای حاصل شده است، خصلت احتمالی نظریه اولیه کوانتوم، همچنان محفوظ، مانده است. نظریه میدان کوانتومی، تعمیمی است از نظریه کوانتوم که با نظریه نسبیت خاص، هماهنگ و منسجم است. از این نظریه با موفقیت بسیار در برهم کنشهای الکترومغناطیس و برهم کنش‌های مادون هسته ای و نظریه الکتروضعیف، بهره‌برداری شده است. اجازه دهید چالشی را که نظریه کوانتوم در قبال اصالت واقع ابراز کرده است، دنبال کنیم. نیلز بور از به‌کارگیری مدل‌های موج و ذره و دیگر زوج‌ها از مجموعه‌های مفاهیم متضاد، حمایت می‌کرد. بحث بور دربارهٔ آنچه او آن را اصل مکملیت نامید، چند موضوع را شامل شد. بور تأکید داشت که سخن ما دربارهٔ یک سیستم اتمی باید همواره به یک آرایش آزمایشگاهی مربوط باشد؛ ما هرگز نمی‌توانیم دربارهٔ یک سیستم اتمی به تنهایی و فی نفسه و عین معلوم را در هر آزمایشی مد نظر قرار دهیم. نمی‌توان هیچ خط فاصل دقیقی بین روند مشاهده و شی مشاهده شده، رسم کرد. در صحنه آزمایش، ما بازیگریم نه صرفاً تماشاچی و ابزار آزمایشی مورد استفاده را خود برمی‌گزینیم. بور اظهار داشت که آنچه باید به حساب آید، روند تعاملی (کنشی - واکنشی) مشاهد است، نه ذهن یا شعور مشاهده گر.
موضوع دیگر در نوشتار بور، محدودیت مفهومی درک بشر است. در اینجا، انسان به عنوان یک عالم (داننده) و نه یک آزمایشگر، کانون توجه قرار می‌گیرد. بور، با شکاکیت کانت دربارهٔ امکان شناخت جهان فی نفسه سهیم است. اگر سعی ما آن باشد که قالب‌های مفهومی خاص را بر طبیعت تحمیل کنیم، در این صورت استفاده تام از سایر مدل‌ها را مانع شده‌ایم. بدین سان، باید بین توصیفات کامل علی یا فضا- زمانی، بین مدل‌های موج یا ذره، بین اطلاع دقیق از مکان یا اندازه حرکت، یکی را برگزینیم. هرچه بیشتر از یک مجموعه مفاهیم استفاده شود، کمتر می‌توان مجموعه مکمل را به‌طور همزمان به کار برد. این محدودیت دوجانبه از آن جهت رخ می‌دهد که جهان اتمی را نمی‌توان بر وفق مفاهیم فیزیک کلاسیک و پدیده‌های مشاهده پذیر توضیح داد.

### اصالت واقع کلاسیک
نیوتن و تقریباً تمام فیزیکدانان قرن نوزدهم، نظریه‌ها را توصیفات طبیعت، آن گونه که فی نفسه و مستقل از مشاهده گر تحقق دارد، تلقی می‌کردند. فضا، زمان، جرم، و سایر کیفیات اولیه خواص همه اشیای واقعی‌اند. مدل‌های مفهومی، نسخه بدل‌هایی از جهانند که ما را قادر می‌سازند تا ساختار مشاهده ناپذیر جهان را با اصطلاحات مأنوس کلاسیک مجسم کنیم. اینشتین این سنت را با پافشاری بر این نکته ادامه داد که یک توصیف کامل از سیستم اتمی، مستلزم مشخص کردن متغیرهای کلاسیک مکان - زمانی است که حالت آن را به گونه‌ای عینی و غیرمبهم، تعیین کند. او بر آن بود که چون نظریه کوانتوم چنین نیست پس نظریه‌ای ناقص است و عاقبت به وسیله نظریه‌ای که انتظارهای کلاسیک را تحقق بخشد، کنار گذاشته خواهد شد.

### ابزار انگاری
مطابق این رای، نظریه‌ها ساخته‌های مفید بشر و تمهیدهایی برای محاسبه‌اند که جهت مرتبط کردن مشاهدات و انجام پیش‌بینی‌ها به کار می‌آیند. آن‌ها همچنین ابزارهایی عملی برای دستیابی به کنترل فنی شمرده می‌شوند. مبنای داوری دربارهٔ آنها، مفید بودنشان در به ثمر رساندن این اهداف است، نه مطابقت آن‌ها با واقعیت. مدل‌ها، مجهول‌هایی تخیلی‌اند که موقتاً برای ساختن نظریه‌ها استفاده می‌شوند و پس از آن می‌توان آن‌ها را کنار نهاد؛ آن‌ها بازنمودهای حقیقی جهان نیستند. اگرچه می‌توانیم از معادلات کوانتومی برای پیش‌بینی پدیده‌های مشاهده پذیر استفاده کنیم، اما نمی‌توانیم در میان مشاهداتمان از اتم سخن بگوییم.
مکانیک کوانتوم در حال حاضر
هم‌اکنون مکانیک کوانتومی در مسیر پیشرفت بی هیچ مشکلی دارای سرعتی حیرت‌آور است؛ تا موقعی که مشکلی ایجاد نشود. (همانند مشکلات موجود در فیزیک کلاسیک که زمینه را برای تولد نظریه‌های نسبیت و کوانتوم فراهم نمود) دانشمندان نیازی به خلق نظریه‌ای جدید یا ایجاد تغییری در آن نمی‌بینند.